# Blur 21
Blur 21 es una caja recopilatoria de CD, DVD y vinilo que abarca la gran mayoría de la música de Blur. Fue lanzado el 30 de julio de 2012, en conmemoración del 21 aniversario del lanzamiento de Leisure, el primer álbum de la banda. El lanzamiento tuvo lugar antes de la actuación de la banda en Hyde Park como parte de la ceremonia de clausura de los Juegos Olímpicos de Verano de 2012. La caja consta de dieciocho CD, tres DVD, un disco de vinilo de 7" (de la primera pista de Seymour «Superman») y un libro de tapa dura que actúa como una biografía completa de la banda. Los CD contienen los siete álbumes de Blur, con los primeros cinco remasterizados, y cada álbum recibe un nuevo segundo disco de material con lados B; así como cuatro discos de rarezas que contienen en su mayoría material inédito. Los DVD contienen Showtime, The Singles Night y un disco de rarezas completamente nuevo. Es el lanzamiento más retrospectivo de la banda.
Otro estuche, Blur 21 Vinyl Edition, fue lanzado al mismo tiempo, con los siete álbumes de estudio de la banda en vinilo de peso pesado, cada uno de los LPs reempaquetados como un álbum doble excepto Leisure, un álbum único. Sin embargo, la edición en vinilo no incluye ningún material inédito. El single pack Blur 21 con CD, DVD, 7" contiene muchas grabaciones inéditas, incluyendo los lanzamientos tan esperados de canciones conocidas anteriormente como, «Pap Pop», «Beached Whale» y «Sir Elton John's Cock».
Sin embargo, algunas canciones lanzadas anteriormente por la banda no se han incluido en la caja, como «Colors», una versión descartada de Think Tank lanzada como sencillo de un club de fans en 2003. Del mismo modo, algunas canciones inéditas no aparecen en la caja, como «Death Metal», una jam session de las sesiones 13 en 1998, y «For Old Time's Sake», grabada en 1993 para el CD The Sunday Sunday Popular Community Song, pero dejó el EP, debido a que posiblemente se eliminó o perdió. También faltan en el CD The Sunday Sunday Popular Community Song las caras B «Dizzy», «Fried», «Shimmer», «Long Legged» y «Tell Me, Tell Me». Además, no aparece en la caja material de la grabación en vivo y el álbum de remezclas de la banda de 1998, Bustin' + Dronin'. Aparecen 4 rarezas, uno de los álbumes extra de la caja, presenta una mezcla temprana de «Under the Westway» con algunas diferencias entre este y la versión del sencillo de 2012. También se olvidaron de incluir versiones instrumentales de «Under the Westway» y «The Puritan», que estaban disponibles en el CD cuando se lanzó el sencillo.
La caja también incluye un código especial para descargar todo el contenido musical como MP3, junto con todos los números de la revista Blurb y contenido adicional con comentarios de audio y metraje inédito por álbum.

## Recepción
Blur 21 recibió críticas positivas. En Metacritic, tiene una puntuación de 92 sobre 100, según 17 reseñas. Stephen Thomas Erlewine de Allmusic escribió: «Había muchas otras grandes bandas británicas de los 90 pero ninguna de sus pares (Oasis, Suede, Pulp, Radiohead) cubrió tanto terreno estilístico o terminó con un catálogo tan rico como lo demuestra esta caja ridículamente generosa».

## Lista de canciones
| Disco 1: Leisure |                        |          |  |
| N.º              | Título                 | Duración |  |
| 1.               | «She's So High»        | 4:46     |  |
| 2.               | «Bang»                 | 3:37     |  |
| 3.               | «Slow Down»            | 3:11     |  |
| 4.               | «Repetition»           | 5:26     |  |
| 5.               | «Bad Day»              | 4:24     |  |
| 6.               | «Sing»                 | 6:01     |  |
| 7.               | «There's No Other Way» | 3:25     |  |
| 8.               | «Fool»                 | 3:14     |  |
| 9.               | «Come Together»        | 3:52     |  |
| 10.              | «High Cool»            | 3:38     |  |
| 11.              | «Birthday»             | 3:50     |  |
| 12.              | «Wear Me Down»         | 4:52     |  |

| Disco 2: Leisure (Material Bonus) |                                                              |          |  |
| N.º                               | Título                                                       | Duración |  |
| 1.                                | «I Know (Extended Mix)»                                      | 6:31     |  |
| 2.                                | «Down»                                                       | 5:59     |  |
| 3.                                | «There's No Other Way (Extended Version)»                    | 3:59     |  |
| 4.                                | «Inertia»                                                    | 3:49     |  |
| 5.                                | «Mr Briggs»                                                  | 3:59     |  |
| 6.                                | «I'm All Over»                                               | 2:00     |  |
| 7.                                | «Won't Do It»                                                | 3:20     |  |
| 8.                                | «Day Upon Day (Live)»                                        | 4:14     |  |
| 9.                                | «There's No Other Way (Blur Remix)»                          | 4:57     |  |
| 10.                               | «Bang (Extended Version)»                                    | 4:26     |  |
| 11.                               | «Explain»                                                    | 2:45     |  |
| 12.                               | «Luminous»                                                   | 3:14     |  |
| 13.                               | «Berserk»                                                    | 6:43     |  |
| 14.                               | «Uncle Love»                                                 | 2:31     |  |
| 15.                               | «I Love Her (Demo Version) (Fan Club Single)»                | 3:36     |  |
| 16.                               | «Close (Fan Club Single)»                                    | 3:03     |  |
| 17.                               | «High Cool (Dub)» (canción exclusiva de la versión japonesa) | 3:41     |  |

| Disco 3: Modern Life Is Rubbish |                                         |          |  |
| N.º                             | Título                                  | Duración |  |
| 1.                              | «For Tomorrow»                          | 4:21     |  |
| 2.                              | «Advert»                                | 3:45     |  |
| 3.                              | «Colin Zeal»                            | 3:16     |  |
| 4.                              | «Pressure on Julian»                    | 3:32     |  |
| 5.                              | «Star Shaped»                           | 3:27     |  |
| 6.                              | «Blue Jeans»                            | 3:55     |  |
| 7.                              | «Chemical World» (Incluye Intermission) | 6:34     |  |
| 8.                              | «Sunday Sunday»                         | 2:38     |  |
| 9.                              | «Oily Water»                            | 5:01     |  |
| 10.                             | «Miss America»                          | 5:35     |  |
| 11.                             | «Villa Rosie»                           | 3:55     |  |
| 12.                             | «Coping»                                | 3:25     |  |
| 13.                             | «Turn It Up»                            | 3:23     |  |
| 14.                             | «Resigned» (Incluye Commercial Break)   | 6:13     |  |

| Disco 4: Modern Life Is Rubbish (Material Bonus) |                                                          |          |  |
| N.º                                              | Título                                                   | Duración |  |
| 1.                                               | «Popscene»                                               | 3:15     |  |
| 2.                                               | «Mace»                                                   | 3:26     |  |
| 3.                                               | «Badgeman Brown»                                         | 4:48     |  |
| 4.                                               | «I'm Fine»                                               | 3:04     |  |
| 5.                                               | «Garden Central»                                         | 6:00     |  |
| 6.                                               | «For Tomorrow (Visit to Primrose Hill Extended Version)» | 6:01     |  |
| 7.                                               | «Into Another»                                           | 3:55     |  |
| 8.                                               | «Peach»                                                  | 3:58     |  |
| 9.                                               | «Bone Bag»                                               | 4:04     |  |
| 10.                                              | «Hanging Over»                                           | 4:28     |  |
| 11.                                              | «When the Cows Come Home»                                | 3:50     |  |
| 12.                                              | «Beachcoma»                                              | 3:38     |  |
| 13.                                              | «Chemical World (Reworked)»                              | 3:45     |  |
| 14.                                              | «Es Schmecht»                                            | 3:37     |  |
| 15.                                              | «Young and Lovely»                                       | 5:03     |  |
| 16.                                              | «Maggie May»                                             | 4:06     |  |
| 17.                                              | «My Ark»                                                 | 5:57     |  |
| 18.                                              | «Daisy Bell (A Bicycle Made for Two)»                    | 2:48     |  |
| 19.                                              | «Let's All Go Down the Strand»                           | 3:42     |  |

| Disco 5: Parklife |                                 |          |  |
| N.º               | Título                          | Duración |  |
| 1.                | «Girls & Boys»                  | 4:51     |  |
| 2.                | «Tracy Jacks»                   | 4:20     |  |
| 3.                | «End of a Century»              | 2:46     |  |
| 4.                | «Parklife»                      | 3:05     |  |
| 5.                | «Bank Holiday»                  | 1:42     |  |
| 6.                | «Badhead»                       | 3:26     |  |
| 7.                | «The Debt Collector»            | 2:11     |  |
| 8.                | «Far Out»                       | 1:38     |  |
| 9.                | «To the End»                    | 4:05     |  |
| 10.               | «London Loves»                  | 4:15     |  |
| 11.               | «Trouble in the Message Centre» | 4:09     |  |
| 12.               | «Clover Over Dover»             | 3:22     |  |
| 13.               | «Magic America»                 | 3:38     |  |
| 14.               | «Jubilee»                       | 2:48     |  |
| 15.               | «This Is a Low»                 | 5:17     |  |
| 16.               | «Lot 105»                       | 1:19     |  |

| Disco 6: Parklife (Material Bonus) |                                                                  |          |  |
| N.º                                | Título                                                           | Duración |  |
| 1.                                 | «Magpie»                                                         | 4:16     |  |
| 2.                                 | «Anniversary Waltz»                                              | 1:23     |  |
| 3.                                 | «People in Europe»                                               | 3:28     |  |
| 4.                                 | «Peter Panic»                                                    | 4:22     |  |
| 5.                                 | «Girls & Boys (Pet Shop Boys 12" Remix)»                         | 7:17     |  |
| 6.                                 | «Threadneedle Street»                                            | 3:18     |  |
| 7.                                 | «Got Yer!»                                                       | 1:48     |  |
| 8.                                 | «Beard»                                                          | 1:45     |  |
| 9.                                 | «To the End (French Version)»                                    | 4:06     |  |
| 10.                                | «Supa Shoppa»                                                    | 3:02     |  |
| 11.                                | «Theme From An Imaginary Film»                                   | 3:35     |  |
| 12.                                | «Red Necks»                                                      | 2:54     |  |
| 13.                                | «Alex's Song»                                                    | 2:45     |  |
| 14.                                | «Jubilee (Acústica)»                                             | 2:33     |  |
| 15.                                | «Parklife (Acústica)»                                            | 3:00     |  |
| 16.                                | «End of a Century (Cadena 40 Principales Acoustic Version)»      | 2:44     |  |
| 17.                                | «Girls & Boys (Demo)» (canción exclusiva de la versión japonesa) | 4:55     |  |

| Disco 7: The Great Escape |                         |          |  |
| N.º                       | Título                  | Duración |  |
| 1.                        | «Stereotypes»           | 3:11     |  |
| 2.                        | «Country House»         | 3:57     |  |
| 3.                        | «Best Days»             | 4:49     |  |
| 4.                        | «Charmless Man»         | 3:34     |  |
| 5.                        | «Fade Away»             | 4:19     |  |
| 6.                        | «Top Man»               | 4:01     |  |
| 7.                        | «The Universal»         | 3:59     |  |
| 8.                        | «Mr. Robinson's Quango» | 4:01     |  |
| 9.                        | «He Thought of Cars»    | 4:16     |  |
| 10.                       | «It Could Be You»       | 3:13     |  |
| 11.                       | «Ernold Same»           | 2:07     |  |
| 12.                       | «Globe Alone»           | 2:23     |  |
| 13.                       | «Dan Abnormal»          | 3:24     |  |
| 14.                       | «Entertain Me»          | 4:19     |  |
| 15.                       | «Yuko and Hiro»         | 5:24     |  |

| Disco 8: The Great Escape (Material Bonus) |                                                                                |          |  |
| N.º                                        | Título                                                                         | Duración |  |
| 1.                                         | «One Born Every Minute»                                                        | 2:19     |  |
| 2.                                         | «To the End (La Comedie)»                                                      | 5:06     |  |
| 3.                                         | «Ultranol»                                                                     | 2:43     |  |
| 4.                                         | «No Monsters in Me»                                                            | 3:38     |  |
| 5.                                         | «Entertain Me (Live It! Remix)»                                                | 7:17     |  |
| 6.                                         | «The Man Who Left Himself»                                                     | 3:23     |  |
| 7.                                         | «Tame»                                                                         | 4:47     |  |
| 8.                                         | «Ludwig»                                                                       | 2:24     |  |
| 9.                                         | «The Horrors»                                                                  | 3:18     |  |
| 10.                                        | «A Song»                                                                       | 1:45     |  |
| 11.                                        | «St Louis»                                                                     | 3:14     |  |
| 12.                                        | «Country House (Live at Mile End)»                                             | 4:58     |  |
| 13.                                        | «Girls & Boys (Live at Mile End)»                                              | 5:03     |  |
| 14.                                        | «Parklife (Live at Mile End)»                                                  | 3:43     |  |
| 15.                                        | «For Tomorrow (Live at Mile End)»                                              | 7:02     |  |
| 16.                                        | «Charmless Man (Live at the Budokan)»                                          | 3:22     |  |
| 17.                                        | «Chemical World (Live at the Budokan)»                                         | 4:12     |  |
| 18.                                        | «Eine Kleine Lift Musik»                                                       | 4:19     |  |
| 19.                                        | «It Could Be You (Live at The BBC)» (canción exclusiva de la versión japonesa) | 3:07     |  |

| Disco 9: Blur |                                   |          |  |
| N.º           | Título                            | Duración |  |
| 1.            | «Beetlebum»                       | 5:05     |  |
| 2.            | «Song 2»                          | 2:01     |  |
| 3.            | «Country Sad Ballad Man»          | 4:50     |  |
| 4.            | «M.O.R.»                          | 3:27     |  |
| 5.            | «On Your Own»                     | 4:26     |  |
| 6.            | «Theme from Retro»                | 3:37     |  |
| 7.            | «You're So Great»                 | 3:36     |  |
| 8.            | «Death of a Party»                | 4:34     |  |
| 9.            | «Chinese Bombs»                   | 1:25     |  |
| 10.           | «I'm Just a Killer For Your Love» | 4:12     |  |
| 11.           | «Look Inside America»             | 3:50     |  |
| 12.           | «Strange News from Another Star»  | 4:03     |  |
| 13.           | «Movin' On»                       | 3:43     |  |
| 14.           | «Essex Dogs» (Incluye Interlude)  | 8:10     |  |

| Disco 10: Blur (Material Bonus) |                                                                                |          |  |
| N.º                             | Título                                                                         | Duración |  |
| 1.                              | «All Your Life»                                                                | 4:12     |  |
| 2.                              | «A Spell (For Money)»                                                          | 3:30     |  |
| 3.                              | «Woodpigeon Song»                                                              | 1:43     |  |
| 4.                              | «Dancehall»                                                                    | 3:11     |  |
| 5.                              | «Get Out of Cities»                                                            | 4:03     |  |
| 6.                              | «Polished Stone»                                                               | 2:43     |  |
| 7.                              | «Bustin' + Dronin'»                                                            | 6:32     |  |
| 8.                              | «M.O.R. (Road Version)»                                                        | 3:02     |  |
| 9.                              | «Swallows in the Heatwave»                                                     | 2:33     |  |
| 10.                             | «Death of a Party (7" Remix)»                                                  | 4:19     |  |
| 11.                             | «Cowboy Song»                                                                  | 4:07     |  |
| 12.                             | «Beetlebum (Live Acoustic Version)»                                            | 4:34     |  |
| 13.                             | «On Your Own (Live Acoustic Version)»                                          | 4:11     |  |
| 14.                             | «Country Sad Ballad Man (Live Acoustic Version)»                               | 4:44     |  |
| 15.                             | «This Is a Low (Live Acoustic Version)»                                        | 3:32     |  |
| 16.                             | «M.O.R. (Live in Utrecht)»                                                     | 3:18     |  |
| 17.                             | «Death of a Party (Live in Utrecht)»                                           | 4:16     |  |
| 18.                             | «Song 2 (Live in Utrecht)»                                                     | 2:07     |  |
| 19.                             | «Movin' On (Mario Caldato Jr. Mix)» (canción exclusiva de la versión japonesa) | 3:46     |  |

| Disco 11: 13 |                           |          |  |
| N.º          | Título                    | Duración |  |
| 1.           | «Tender»                  | 7:41     |  |
| 2.           | «Bugman»                  | 4:48     |  |
| 3.           | «Coffee & TV»             | 5:59     |  |
| 4.           | «Swamp Song»              | 4:37     |  |
| 5.           | «1992»                    | 5:29     |  |
| 6.           | «B.L.U.R.E.M.I.»          | 2:52     |  |
| 7.           | «Battle»                  | 7:44     |  |
| 8.           | «Mellow Song»             | 3:57     |  |
| 9.           | «Trailerpark»             | 4:27     |  |
| 10.          | «Caramel»                 | 7:38     |  |
| 11.          | «Trimm Trabb»             | 5:38     |  |
| 12.          | «No Distance Left to Run» | 3:28     |  |
| 13.          | «Optigan 1»               | 2:34     |  |

| Disco 12: 13 (Material Bonus) |                                                              |          |  |
| N.º                           | Título                                                       | Duración |  |
| 1.                            | «French Song»                                                | 8:21     |  |
| 2.                            | «All We Want»                                                | 4:33     |  |
| 3.                            | «Mellow Jam»                                                 | 3:56     |  |
| 4.                            | «X-Offender (Damon/Control Freak's Bugman Remix)»            | 5:38     |  |
| 5.                            | «Coyote (Dave's Bugman Remix)»                               | 3:50     |  |
| 6.                            | «Trade Stylee (Alex's Bugman Remix)»                         | 5:58     |  |
| 7.                            | «Metal Hip Slop (Graham's Bugman Remix)»                     | 4:16     |  |
| 8.                            | «So You»                                                     | 4:11     |  |
| 9.                            | «Beagle 2»                                                   | 2:54     |  |
| 10.                           | «Tender (Cornelius Remix)»                                   | 5:23     |  |
| 11.                           | «Far Out (Beagle 2 Remix)»                                   | 3:58     |  |
| 12.                           | «I Got Law (Demo)»                                           | 2:43     |  |
| 13.                           | «Music Is My Radar»                                          | 5:29     |  |
| 14.                           | «Black Book»                                                 | 8:31     |  |
| 15.                           | «Caramel (Remix)» (canción exclusiva de la versión japonesa) | 4:54     |  |

| Disco 13: Think Tank |                                                 |          |  |
| N.º                  | Título                                          | Duración |  |
| 1.                   | «Ambulance»                                     | 5:09     |  |
| 2.                   | «Out of Time»                                   | 3:51     |  |
| 3.                   | «Crazy Beat»                                    | 3:15     |  |
| 4.                   | «Good Song»                                     | 3:09     |  |
| 5.                   | «On the Way to the Club»                        | 3:48     |  |
| 6.                   | «Brothers and Sisters»                          | 3:47     |  |
| 7.                   | «Caravan»                                       | 4:36     |  |
| 8.                   | «We've Got a File on You»                       | 1:02     |  |
| 9.                   | «Moroccan People's Revolutionary Bowls Club»    | 3:03     |  |
| 10.                  | «Sweet Song»                                    | 4:01     |  |
| 11.                  | «Jets»                                          | 6:25     |  |
| 12.                  | «Gene by Gene»                                  | 3:49     |  |
| 13.                  | «Battery in Your Leg» (Incluye Me, White Noise) | 11:35    |  |

| Disco 14: Think Tank (Material Bonus) |                                                                       |          |  |
| N.º                                   | Título                                                                | Duración |  |
| 1.                                    | «Money Makes Me Crazy (Marrakech Mix)»                                | 2:53     |  |
| 2.                                    | «Tune 2»                                                              | 3:48     |  |
| 3.                                    | «The Outsider»                                                        | 5:14     |  |
| 4.                                    | «Don't Be»                                                            | 2:40     |  |
| 5.                                    | «Morricone»                                                           | 4:50     |  |
| 6.                                    | «Me, White Noise (Alternate Version)»                                 | 6:44     |  |
| 7.                                    | «Some Glad Morning (Fan Club Single)»                                 | 4:19     |  |
| 8.                                    | «Don't Be (Acoustic Mix)»                                             | 2:39     |  |
| 9.                                    | «Sweet Song (Demo)»                                                   | 3:50     |  |
| 10.                                   | «Caravan (XFM Session)»                                               | 4:15     |  |
| 11.                                   | «End of a Century (XFM Session)»                                      | 2:41     |  |
| 12.                                   | «Good Song (XFM Session)»                                             | 3:31     |  |
| 13.                                   | «Out of Time (XFM Session)»                                           | 3:36     |  |
| 14.                                   | «Tender (XFM Session)»                                                | 6:21     |  |
| 15.                                   | «Crazy Beat (Jo Whiley BBC Session)» (canción de la versión japonesa) | 3:12     |  |

| Disco 15: Rarezas 1: Era Seymour y Leisure |                                              |          |  |
| N.º                                        | Título                                       | Duración |  |
| 1.                                         | «Dizzy (Seymour Rehearsal & Demo)»           | 3:34     |  |
| 2.                                         | «Mixed Up (Seymour Rehearsal & Demo)»        | 3:52     |  |
| 3.                                         | «Birthday (Seymour Demo)»                    | 4:33     |  |
| 4.                                         | «Sing (To Me) (Sing Demo) (Fan Club Single)» | 5:29     |  |
| 5.                                         | «Fool (Seymour 4-Track Demo)»                | 2:37     |  |
| 6.                                         | «She's So High (Seymour Rehearsal)»          | 11:33    |  |
| 7.                                         | «Won't Do It (Demo) (Fan Club Single)»       | 3:12     |  |
| 8.                                         | «I Know (Falconer Studio Demo)»              | 3:56     |  |
| 9.                                         | «Repetition (Falconer Studio Demo)»          | 5:13     |  |
| 10.                                        | «High Cool (7" Master)»                      | 3:40     |  |
| 11.                                        | «Always (I'm Fine Early Version)»            | 2:58     |  |
| 12.                                        | «Come Together (Demo) (Fan Club Single)»     | 3:34     |  |
| 13.                                        | «I'm All Over (Demo)»                        | 1:52     |  |
| 14.                                        | «Wear Me Down (Demo)»                        | 5:33     |  |

| Disco 16: Rarezas 2: Era Modern Life Is Rubbish |                                                                    |          |  |
| N.º                                             | Título                                                             | Duración |  |
| 1.                                              | «I Love Her (Alternative Version)»                                 | 3:40     |  |
| 2.                                              | «Popscene (1991 Demo)»                                             | 3:45     |  |
| 3.                                              | «Beached Whale (4-Track Demo)»                                     | 3:24     |  |
| 4.                                              | «Death of a Party (Demo) (Fan Club Single)»                        | 3:41     |  |
| 5.                                              | «Pap Pop (4-Track Demo)»                                           | 2:25     |  |
| 6.                                              | «Pressure on Julian (Demo)»                                        | 4:27     |  |
| 7.                                              | «Colin Zeal (Demo)»                                                | 3:32     |  |
| 8.                                              | «Sunday Sunday (Demo)»                                             | 2:12     |  |
| 9.                                              | «Never Clever»                                                     | 2:52     |  |
| 10.                                             | «Advert (Demo)»                                                    | 3:45     |  |
| 11.                                             | «Star Shaped (Demo)»                                               | 3:05     |  |
| 12.                                             | «She Don't Mind (Blue Jeans Demo)»                                 | 3:52     |  |
| 13.                                             | «Coping (Andy Partridge Version)»                                  | 3:22     |  |
| 14.                                             | «Sunday Sunday (Andy Partridge Version)»                           | 3:31     |  |
| 15.                                             | «7 Days (Andy Partridge Version)»                                  | 3:42     |  |
| 16.                                             | «Kazoo (Turn It Up Early Version)»                                 | 3:16     |  |
| 17.                                             | «The Wassailing Song (The 7" Give-Away at Hibernian Club, Fulham)» | 3:24     |  |
| 18.                                             | «When the Cows Come Home (Demo)»                                   | 3:26     |  |
| 19.                                             | «For Tomorrow (Mix 1 – Early Demo)»                                | 4:15     |  |
| 20.                                             | «Magpie (Early Demo)»                                              | 2:05     |  |
| 21.                                             | «Turn It Up (Demo)» (canción exclusiva de la versión japonesa)     | 3:12     |  |

| Disco 17: Rarities 3: Era Parklife y The Great Escape |                                                           |          |  |
| N.º                                                   | Título                                                    | Duración |  |
| 1.                                                    | «Parklife (Demo)»                                         | 3:09     |  |
| 2.                                                    | «Clover Over Dover (Demo)»                                | 2:55     |  |
| 3.                                                    | «Jubilee (Demo)»                                          | 2:51     |  |
| 4.                                                    | «One Minute (One Born Every Minute Demo)»                 | 2:14     |  |
| 5.                                                    | «Badhead (Demo)»                                          | 3:07     |  |
| 6.                                                    | «Far Out (Electric Version)»                              | 3:17     |  |
| 7.                                                    | «The Debt Collector (Demo)»                               | 2:12     |  |
| 8.                                                    | «Trouble in the Message Centre (Demo)»                    | 3:37     |  |
| 9.                                                    | «Rednecks (Take 1)»                                       | 2:46     |  |
| 10.                                                   | «Rednecks (Take 2)»                                       | 1:00     |  |
| 11.                                                   | «Alex's Song (Demo)»                                      | 3:10     |  |
| 12.                                                   | «Cross Channel Love (Home Demo)»                          | 3:17     |  |
| 13.                                                   | «Ernold Same (Demo)»                                      | 1:20     |  |
| 14.                                                   | «Saturday Morning (Demo)»                                 | 4:33     |  |
| 15.                                                   | «Hope You Find Your Suburb (Eine Kleine Lift Musik Demo)» | 4:13     |  |
| 16.                                                   | «Rico (Fade Away Demo)»                                   | 5:08     |  |
| 17.                                                   | «Bored House Wives (Entertain Me Early Version)»          | 4:57     |  |

| Disco 18: Rarities 4: Blur, 13, The Best Of & Think Tank era |        |          |  |
| N.º                                                          | Título | Duración |  |

| Disco 19: DVD: Showtime (Era Parklife) |                                 |          |  |
| N.º                                    | Título                          | Duración |  |
| 1.                                     | «Lot 105»                       |          |  |
| 2.                                     | «Sunday Sunday»                 |          |  |
| 3.                                     | «Jubilee»                       |          |  |
| 4.                                     | «Tracy Jacks»                   |          |  |
| 5.                                     | «Magic America»                 |          |  |
| 6.                                     | «End of a Century»              |          |  |
| 7.                                     | «Popscene»                      |          |  |
| 8.                                     | «Trouble in the Message Centre» |          |  |
| 9.                                     | «She's So High»                 |          |  |
| 10.                                    | «Chemical World»                |          |  |
| 11.                                    | «Badhead»                       |          |  |
| 12.                                    | «There's No Other Way»          |          |  |
| 13.                                    | «To the End»                    |          |  |
| 14.                                    | «Advert»                        |          |  |
| 15.                                    | «Supa Shoppa»                   |          |  |
| 16.                                    | «Mr. Robinson's Quango»         |          |  |
| 17.                                    | «Parklife»                      |          |  |
| 18.                                    | «Girls & Boys»                  |          |  |
| 19.                                    | «Bank Holiday»                  |          |  |
| 20.                                    | «This Is a Low»                 |          |  |

| Disco 20: DVD: The Singles Night (Era 10 Yr Boxset) |                           |          |  |
| N.º                                                 | Título                    | Duración |  |
| 1.                                                  | «I Know»                  |          |  |
| 2.                                                  | «She's So High»           |          |  |
| 3.                                                  | «There's No Other Way»    |          |  |
| 4.                                                  | «Popscene»                |          |  |
| 5.                                                  | «For Tomorrow»            |          |  |
| 6.                                                  | «Chemical World»          |          |  |
| 7.                                                  | «Girls & Boys»            |          |  |
| 8.                                                  | «To the End»              |          |  |
| 9.                                                  | «Parklife»                |          |  |
| 10.                                                 | «End of a Century»        |          |  |
| 11.                                                 | «Country House»           |          |  |
| 12.                                                 | «The Universal»           |          |  |
| 13.                                                 | «Charmless Man»           |          |  |
| 14.                                                 | «Beetlebum»               |          |  |
| 15.                                                 | «Song 2»                  |          |  |
| 16.                                                 | «On Your Own»             |          |  |
| 17.                                                 | «M.O.R.»                  |          |  |
| 18.                                                 | «Tender»                  |          |  |
| 19.                                                 | «Coffee & TV»             |          |  |
| 20.                                                 | «No Distance Left to Run» |          |  |

| Disco 21: DVD: Live 13 & Bonus Footage (tracks 1–9: 13 era) |                                               |          |  |
| N.º                                                         | Título                                        | Duración |  |
| 1.                                                          | «B.L.U.R.E.M.I. (Live at The Depot)»          |          |  |
| 2.                                                          | «No Distance Left to Run (Live at The Depot)» |          |  |
| 3.                                                          | «Tender (Live at The Depot)»                  |          |  |
| 4.                                                          | «Battle (Live at The Depot)»                  |          |  |
| 5.                                                          | «Beetlebum (Live at The Depot)»               |          |  |
| 6.                                                          | «Bugman (Live at The Depot)»                  |          |  |
| 7.                                                          | «Trimm Trabb (Live at The Depot)»             |          |  |
| 8.                                                          | «Mellow Song (Live at The Depot)»             |          |  |
| 9.                                                          | «Song 2 (Live at The Depot)»                  |          |  |
| 10.                                                         | «Dizzy»                                       |          |  |
| 11.                                                         | «There's No Other Way (Live on Eggs N Baker)» |          |  |
| 12.                                                         | «To the End (La Comedie)»                     |          |  |
| 13.                                                         | «It Could Be You»                             |          |  |
| 14.                                                         | «Music is My Radar»                           |          |  |
| 15.                                                         | «Out of Time»                                 |          |  |
| 16.                                                         | «Crazy Beat»                                  |          |  |
| 17.                                                         | «Good Song»                                   |          |  |

| Disco 22: 7": Superman (Seymour era) |                                 |          |  |
| N.º                                  | Título                          | Duración |  |
| 1.                                   | «Superman (Live at The Square)» |          |  |